# Paolo Serra
Paolo Serra, italijanski general in vojaški ataše, * 7. april 1956.
Serra je končal naslednje šole: Vojaška akademija v Modeni, pehotni specialistični tečaj Šole nižjih častnikov, Univerza v Torinu (diploma iz strateških študij) in Vojni kolidž Kopenske vojske ZDA (magisterij).
Leta 1979 je postal alpinski poročnik, nato pa je bil poveljnik voda in čete (1980–82), poveljnik protitankovske čete (1983–89), poveljnik alpinskega bataljona Susa (1994–96), poveljnik 9. alpinskega polka (1999–2000), pomočnik načelnika štaba NATO Rapid Deployment Corps-Italy (2001–2003), izvršni častnik pri načelniku Generalštaba Italijanske kopenske vojske (2003–2005), vojaški ataše pri italijanskemu veleposlaništvu v ZDA (2005–2007) in od leta 2007 je bil poveljnik Alpinske brigade Julia in Večnacionalnih sil kopenske vojske; istočasno je bil tudi poveljnik Isafove zahodne regije.